# Алая Ведьма
А́лая Ве́дьма (англ. Scarlet Witch), настоящее имя — Ва́нда Ма́ксимофф (англ. Wanda Maximoff) — персонаж комиксов издательства Marvel Comics. Была создана сценаристом Стэном Ли и художником Джеком Кирби и дебютировала в X-Men № 4 в марте 1964 года. Впоследствии она была ведущим персонажем в двух одноимённых ограниченных сериях комиксов наряду со своим мужем Вижном, а также Алая Ведьма стала постоянным членом команды супергероев Мстители. Ванда — человек, генетически изменённый Высшим Эволюционером, обладающий способностью, именуемой «магия хаоса». Помимо этого, она является сестрой-близнецом Ртути.

## Биография

### Ранние годы
Ванда и её брат-близнец Пьетро (Ртуть) родились 13 марта на горе Вандагор на базе генетических исследований, известной как Высший Эволюционер, под влиянием естественной энергии Старшего Бога Хтона: их мать, Магда, вскоре после их рождения сбежала с Вандагора. Хтон заключил магический договор с Вандой, которая, как стало известно позже, была предназначена служить в роли Связного Существа, живой точкой сосредоточения мистической энергии в Земном измерении.
Находившиеся некоторое время в Эволюционарии двое младенцев позже были отданы на воспитание цыганской паре Джанго и Марии Максимофф. Впоследствии их семейный табор подвергся нападению, при этом Мария погибла. Джанго выжил, но потерял своих детей, в то время как раненые Ванда и Пьетро бежали, поверив в то, что их отец также умер. После нескольких месяцев скитания по лесу брат и сестра рискнули податься в соседний город, где способности Ванды, вышедшие из-под контроля, сожгли дом. От набросившихся на них жителей, веривших в «союз с Дьяволом», их спас своевременно появившийся Магнето, мутант — мастер магнетизма. Магнето был их настоящим отцом, но ни он, ни брат с сестрой в то время ещё не знали об этом. Воспользовавшись благодарностью пары, Магнето убедил их присоединиться к его античеловеческой террористической группировке, Братству Мутантов.

### Братство мутантов и Мстители
Теперь известные как Алая Ведьма и Ртуть, Ванда и Пьетро сопровождали Магнето и стали его верными подручными мутантами в его поисках могущества, сталкиваясь с героями Людьми Икс. Спустя некоторое время брат и сестра, разочарованные в Магнето и чувствуя, что их долг благодарности уже был вдоволь заплачен, решили расстаться с их прежними террористическими действиями; вместе с лучником и бывшим преступником Соколиным Глазом они присоединились к Мстителям под предводительством Капитана Америки. Как член этой четвёрки, первой реорганизации всё ещё молодой команды супергероев, Алая Ведьма безупречно сражалась против Доктора Дума, Человека-крота, Канга и других.
Команда становилась всё больше, Алая Ведьма, несмотря на недовольство брата, почувствовала некое романтическое чувство к одному из товарищей по команде — Мстителю-андроиду, известному как Вижн. Чтобы научиться лучше справляться со своими способностями, она начала брать уроки у настоящей ведьмы Агаты Харкнесс, а после того, как она и Вижн пришли к общему чувству и согласию, пара поженилась. В это время ни один из Мстителей не понял неопределённости лорда Иммортуса, который стремился сделать всё, чтобы Алая Ведьма никогда не смогла иметь детей, росшая сила которых могла бы стать для него огромной угрозой, с лёгкостью не противился и не мешал браку.
Пара оставалась в составе Мстителей до тех пор, пока Вижн, на разум которого повлиял интерфейс с Титанского компьютера ISAAC, не попытался взять под свой контроль компьютеры всего мира, что было предотвращено Мстителями. После этого Вижн и Алая Ведьма временно прекратили свою активную деятельность в составе Мстителей. Хоть пара и стремилась жить в спокойствии в своём мире, они были неоднократно вовлечены в стычки с разными суперзлодеями. Во время одного такого столкновения, сражения с волшебниками, известными как Семёрка Салема, Алая Ведьма использовала всю накопленную магическую энергию, чтобы забеременеть от Вижна, в результате чего позже она родила 2 близнецов: Томаса и Уильяма.

Ртуть и Алая Ведьма, в комиксе Мстители #185 (июль 1979). Искусство Джордж Перес и Терри Остин.

Когда Алая Ведьма и Вижн решили вернуться обратно к активной деятельности в качестве членов Западного Отделения Мстителей, правительственная сила, называющая себя «Бдительность», захватила и демонтировала Вижна, попытавшегося снова захватить все мировые компьютеры; хоть вскоре он был реабилитирован, его индивидуальность была сильно изменена, что изрядно беспокоило Алую Ведьму. Её положение ещё больше ухудшилось, когда её сыновья превратились во фрагменты демонической души лорда Мефисто и прекратили своё существование. У Ванды случился нервный срыв, что сделало её легко подверженной для манипуляции её отца, Магнето, который стремился взять под свой контроль весь мир от имени мутантского рода. Впоследствии она была похищена Иммортусом, но спасена Мстителями, после чего вернулась в своё нормальное, здравомыслящее состояние. Она и Вижн расстались, после чего она стала встречаться с другим Мстителем, Чудо-человеком, чему тот был несказанно рад.
При помощи Агаты Харкнесс Алая Ведьма узнала о своей природе как Связное Существо и оказалась в состоянии предотвратить экстра-пространственное вторжение другого Связного Существа, Лор. Когда Западное отделение Мстителей было расформировано из-за внутреннего конфликта среди команды, несколько их бывших членов образовали новую команду, известную как Мощная Работа, в коей Алая Ведьма была назначена лидером. Когда Мощная Работа также была расформирована, Ванда вернулась обратно к Мстителям и была среди тех, кто был как бы уничтожен псионическим существом Натиском. Фактически они были перенесены в альтернативную вселенную, созданную сильным мутантом Франклином Ричардсом. Она и многие другие герои, в том числе и товарищи по команде, в течение многих месяцев находились там, пока не вернулись обратно в свою родную вселенную. Впоследствии, находясь в качестве пленника у волшебницы Морган Лё Феи, Алая Ведьма, пытаясь вызвать остальных Мстителей, случайно заставила Чудо-Человека частично пересечь линию мира живых и мира мёртвых, где он находился; впоследствии она смогла полностью вернуть его к жизни. Пара снова попыталась восстановить романтические отношения, но через некоторое время снова расстались хорошими друзьями. Алая Ведьма, пытаясь экспериментально возобновить отношения с Вижном, почти полностью начала посвящать своё время Мстителям и их делам.

### Конец Мстителей
Недавно, по-видимому, Алая Ведьма получила в своё распоряжение мощные изменяющие реальность способности от «магии Хаоса»; однако это оказалось безудержным аспектом с её мутантскими способностями и создало большое умственное напряжение для неё. Когда в ней повторно всплыли неопределённые воспоминания о её детях, она перенесла большой нервный срыв и набросилась на всех со своей новой силой, подвергая Мстителей ужасному нападению, в результате убив Агату Харкнесс и некоторых из своих товарищей по команде.

### Дом М

Вариант комикса для Дома M #1 (июнь 2005)
Художник Джо Кесада и Дэнни Мики.

На Геноше Магнето попросил своего друга, чрезвычайно сильного телепата Чарльза Ксавье, чтобы тот помог Ванде. Ксавье согласился и в течение нескольких месяцев пытался помочь Ванде, однако все попытки оказались неудачными. Также просьба о помощи была адресована Доктору Стрэнджу, однако и он не имел понятия о том, как он мог помочь ей. Таким образом Ксавье собрал совет между Мстителями и Людьми Икс, чтобы решить дальнейшую судьбу Алой Ведьмы. В то время, как большая часть была против её убийства, Росомаха и Эмма Фрост полагали, что её умственная неустойчивость и чрезвычайно сильные возможности создают большую опасность для других жизней. В конечном счёте совет решил направиться в Геношу, чтобы собственными глазами увидеть состояние Ванды. Опасаясь худшего, Ртуть поспешил к Магнето, доложив ему, что Ванду собираются убить. Магнето пришлось признать, что он больше не имел понятия, как поступать дальше, а также, что совет был, возможно, прав относительно неё. Отчаянный Пьетро убедил сестру в том, что она может убедить всех в обратном и с помощью своих сил создать новый счастливый мир для всех. Таким образом Алая Ведьма использовала свои силы и деформировала реальность. В созданном ею мире все полагали, что Ванда была человеком, но на самом деле она всего лишь создала копию своего тела и личности, в то время уделяя все своё время детям.
Молодая мутантка по имени Лайла Миллер, которая была фактически создана по желанию Ванды, оказалась способна восстановить память некоторых из героев, поскольку попав в реальность Дома М, никто не помнил о своей прежней жизни, за исключением единственного Росомахи. Герои, к которым вернулась память, создали команду и отправились к Геноше, чтобы убить Магнето, поскольку полагали, что виновником всех изменений был именно он. Во время сражения между героями и силами Магнето, Лайла также восстановила память и у самого Магнето. Разъярённый Магнето встал в сражении против Ртути, обвиняя его в том, что он устроил все происходящее от его имени. В ответ Пьетро говорит, что Магнето позволил бы Ванде умереть, но в ответ получил лишь обвинение в том, что он только использовал Ванду и Магнето. В следующее мгновение Магнето убивает своего сына, сталкивая его, окутанного железом, с землёй.
В это время у Ванды состоялся разговор с Доктором Стрэнджем, во время которого она рассказала ему всю правду о произошедшем. Однако их разговору помешал внезапно появившийся Соколиный Глаз. Его стрела поразила Ванду в спину, но через пару секунд оказалось, что и стрелой Алую Ведьму теперь убить не удастся. Клинт обвинил Ванду в том, что она виновата в его смерти, в то время, как он её любил. Ванда снова уничтожила Клинта, но в то же время почувствовала и смерть своего брата.
Через мгновение Алая Ведьма оказалась на поле брани. Используя свою силу, Ванда вернула жизнь Пьетро. Она попыталась объяснить отцу, что они с братом всего лишь хотели счастья для всех, но никто этого не хотел понять.
Мир вернулся обратно в прежнюю реальность, однако своими силами Ванда сумела отнять буквально у 99 % всех мутантов Земли их силы. Сама же она оказалось в небольшой деревеньке, предположительно где-то в пределах Трансии. Казалось, что она не помнила ничего, созданного своими руками. Ванда выпустила в атмосферу Земли пучок энергии, который так и летает рядом. Сама же она лишилась своих способностей.
Однако недавно в Нью-Йорке среди Молодых Мстителей появился подросток по имени Томас Шепард — Скорость (Speed). Учитывая его буквально абсолютное сходство с уже прежним участником команды Викканом (Wiccan) или же Билли Капланом, а также магически способности одного и сверхскорость другого, можно предполагать, что не знающие друг друга близнецы являются самыми настоящими детьми Ванды, первоначально названными Томасом и Уильямом, чьи души, как предполагалось, были лишь фрагментами души Мефистофель.

### Возвращение
Алая Ведьма появилась в выпуске Mighty Avengers #21. Она собрала новый состав команды Могучие Мстители для борьбы с демоном Чтоном, который вселился в тело её брата Ртути. В команду вошли Халк, Высота (дочь Человека-Муравья Скотта Лэнга), Джокаста, Хэнк Пим, который, после смерти своей жены Дженет Ван Дин (Осы), взял кличку Шершень, бывший слуга мстителей Эдвин Джарвис, Геркулес, Амадеус Чо. Но вскоре мстители узнали, что это была не Алая Ведьма, а Локи бог обмана и коварства. Он использовал Образ Ванды, чтобы управлять Могучими Мстителями. После непродолжительной схватки им удалось схватить Локи, но он сказал, что ничего не знает о местонахождении Алой Ведьмы. Локи удалось сбежать.
Со временем Алая Ведьма появилась в серии 2010—2011 годов Мстители: Крестовый поход детей. В серии, оказалось, что Алая Ведьма, была на самом деле Думботом, что побудило Молодых Мстителей и Магнето совершить путешествие в Латверию, Ртуть последовал за ними. Виккан в конечном итоге находит реальную Ванду, по-видимому она потеряла свои способности и память. Она занята подготовкой к свадьбе с Доктором Думом. Росомаха пытается убить Ванду, но неожиданно появляется Железный Парень, он стреляет в Росомаху энергетическим лучом. Дум также говорит, что Ванда лишена сил. Железный Парень и Молодые Мстители отправляются в прошлое, когда воскрес Червовый Валет, который впоследствии и разрушил Особняк Мстителей. Команде удается избежать взрыва и невольно они возвращаются в настоящее, оказалось, что это сделала Алая Ведьма, к которой после разговора с Червовым Валетом вернулись память и способности.

## Способности
Алая Ведьма может использовать мистическую энергию для эффектов, изменяющих действительную реальность; Алая Ведьма способна создавать «магические сферы», определённые области искажения реальности, квази-псионической силы, которые могут вызывать молекулярные беспорядки в поле вероятности, окружающем цель, что в результате приводит к возникновению маловероятных событий; примеры включают в себя самовозгорание, разрушение объекта, изменение курса летящих объектов, разрушению передач энергии и многое другое. Недавно Ванда получила возможность изменять вероятность в намного большем масштабе, чем прежде, в её власти почти всё от сотворения целых армий до отправления своих врагов, фактически, в никуда. Она тренировалась в базовом колдовстве, но этих тренировок всё равно оказалось недостаточно, чтобы она полностью смогла контролировать свою увеличенную силу. Полная сила её новых способностей до сих пор остаётся до конца неизвестной. Её сила имеет особую близость к натуральным элементам. Алая Ведьма в состоянии увеличить свои мутантские способности при помощи колдовства, прибегая к использованию магии Хаоса, но полная степень её магического потенциала и её возможностей до сих пор не полностью ясна, поскольку она всегда демонстрировала совершенно различные уровни силы; возможно, что её изменяющая вероятности сила затрагивает и её колдовство и наоборот, тем самым делая её намного более сильной, чем она могла быть просто ведьмой или мутантом, воздействующим на поля вероятности. Способность Алой Ведьмы имеет 20 % фактор ненадёжности, то есть вероятность допустить ошибку в действиях равна 20 %, к тому же она ограничена диапазоном в пределах видимости Ванды, хотя эти ограничения она способна преодолеть, прибегая к помощи магии или через особую концентрацию. Надежность и безошибочность использования её силы частично зависит от её физического и душевного состояния. Кратко: способность к манипуляции энергией, связанные с силой Хтона горы Вандагор, что позволяет ей проецировать магические стрелы, сферы и другие различные эффекты, чтобы создавать молекулярные беспорядки в волокнах действительности и в том, что они окружают и что затрагивают, в результате вызывая возникновение невероятных явлений, или же могут использоваться более определённо, например, чтобы поднять себя в воздух, подстроиться к окружающей среде, манипулировать близкими магическими предметами и силами природы.

## Альтернативные реальности

### Ultimate Marvel

Ultimate Алая Ведьма

Ванда — дочь Магнето, могучего мутанта, который придерживается мнения о превосходстве мутантов. Эрик забрал близнецов (Ванду и Пьетро) у их человеческой матери и сделал своими помощниками в Братстве Мутантов. Близнецы всегда были близки, Ванда во всем подчинялась Пьетро. В то время как её брат был главной причиной презрения их отца к детям. После того, как, по сообщениям, Магнето был убит в Вашингтоне, Ванда поддержала Пьетро, который возглавил Братство. Она помогала ему в попытке вернуть труп Магнето, однако трупа они не обнаружили. Во время этой миссии, Циклоп пытался убедить их присоединиться к Людям Икс. Ванде почти удалось убедить Пьетро, но их атакует один из солдат и момент оказывает потерян. Однако Ванда начинает сомневаться в их античеловеческой кампании. Когда Люди Икс оказываются похищены Оружием Икс, Братство спасает их, а Ванда использует свои силы, чтобы удалить нервные ингибиторы, которые использовало Оружие для управления пленниками.
Под руководством Ртути, Братство стало более гуманистическим. Близнецы тайно согласились помочь Щ.И.Т.у взамен на выпуск «политических заключённых» мутантов. Они помогают отразить вторжение Читаури. Однако выясняется, что Магнето жив, он берет власть над Братством в свои руки. Заклейменные предателями и убегая от ярости отца, Близнецы прячутся в Трискелионе, однако Магнето приходит туда. Нейтрализовав оборону Трискелиона и большинство из находящихся там, Магнето заставляет Ванду наблюдать за тем, как он простреливает Пьетро колени. После этих событий Ванда и Пьетро вступают в Алтимэйтс на постоянной основе. Она ловит мутанта-убийцу Лонгшота, который пытался спрятаться на Дикой Земле. Используя свои силы, она нейтрализует удачливость Лонгшота и превращает его в кота. Ванда активно действует как член Алтимэйтс — вместе с командой она противостоит студентам академии Эммы Фрост, которые пытаются проникнуть в Трискелион, а позже, используя силы разоружает одну из ближневосточных стран. Ванда и Пьетро, вместе с другими участниками Алтимэйтс, Людьми Икс, Фантастической четвёркой защищают Нью-Йорк от команды захватчиков — Освободителей.
После того, как команда переходит под крыло Тони Старка, известного как Железный человек, Ванда и Пьетро начинают встречаться, на одном из свиданий в Ванду кто-то стреляет. Несмотря на помощь, оказавшегося рядом доктора, девушка умирает. Пьетро переносит её тело на базу Алтимэйтс, однако после нападения Братства, он поддается уговорам Магнето и уходит из особняка, забрав с собой труп Ванды. Непонятно выжила ли она, подстроила ли свою смерть или воскресла она появилась как член нового Братства Мутантов в комиксе Ultimate X. Однако выяснилось что, Ванда и Эрик была на самом деле иллюзией, созданной Натаниелем Эссексом, который подчинился Лорду Апокалипсису, чтобы использовать Пьетро.
Способности и приспособления: Ванда может управлять вероятностями, что даёт ей поистине великие силы. Она может летать, телепортировать цели с хирургической точностью, преобразовывать людей и объекты. Вероятно, это далеко не полный перечень её сил.

### Дом М
То малое, что известно о дочери Магнуса, сохраняется в секрете, она сестра Ртути, наследница Дома М. Ртуть является отчаянным защитником своей сестры, и во время общественных выходов он никогда не отходит далеко от неё. Как немутанта, Ванду редко видят публично. Она, однако, постоянная тема для уличной прессы, что сильно раздражает самого Магнуса.
Ванда имеет детей, но вне королевской семьи не известно, кто является их отцом. Некоторые полагают, что одним из возможных отцов может быть популярная телевизионная звезда Саймон Уильямс, также известный как Чудо Человек, но это лишь просто предположение. Многие полагают, что из-за человеческих генов его дочери Магнето настолько милосерден к низшей расе, которых пытаются поработить его люди.

### 1602
Как и обо всём остальном, об истории Ванды почти ничего не известно. Можно сказать, что Ванда служит в монастыре и почти постоянно сопутствует Великому Инквизитору. О её свободном времени провождения не известно ничего, как и обо всём остальном. Но всё-таки можно кое-что рассказать из её жизни. Живёт в монастыре в Испании вместе с Великим Инквизитором и Петросом, постоянно сопутствует и всячески помогает первому, в хороших отношениях со вторым. Из-за некоторых событий её вместе с Великим Инквизитором и Петросом хотели сжечь на костре, что, естественно, так и не удалось злоумышленникам. В результате Ванда продолжила дальше заниматься тем, чем и занималась. Дальнейшие события возможно будут в серии New 1602, но это только возможно.

### Age of Apocalypse
В Эре Апокалипсиса ранняя смерть Чарльза Ксавье вдохновила его друга Магнуса сформировать Людей Икс недалеко от Вандагор. Оригинальная команда мутантов Магнето, посвящённая мечте Ксавьера о мирном существовании обычных людей и мутантов, включала в состав его дочь Ванду, также как и Колосса, Джин Грей, Шторм, Айсмена и Ртуть. Когда испуганной молодой Роуг была поручена Магнето забота о её приёмной матери Мистик, именно Ванда смогла помочь и облегчить её переход к Вандагор. Немного позже Люди Икс продолжили их первую общественную миссию, выступив против сил Апокалипсиса, хотя Магнето и настаивал на том, чтобы Ванда оставалась позади, чтобы, в крайнем случае, продолжить его дело в случае падения Людей Икс. К сожалению, она оказалась той, кто заплатил всю цену за команду, поскольку во время отсутствия Людей Икс прибежище мутантов Магнето подверглось нападению Немезиды. Умирая от полученных ран она всё же продержалась, Ванда заставила Роуг пообещать ей, что она останется тут для Магнето, будет заботиться о нём и станет ему верным другом, чтобы ослабить то бремя ответственности, которое он на себя взял. Последнее желание Алой Ведьмы имело на Роуг большой эффект, так что все действия привели к возможному браку между Роуг и Магнето.

### Last Avengers Story
Алая Ведьма была убита на второй свадьбе Хэнка Пима и Джанет Ван Дин в возможном будущем, описанном в Последней Истории Мстителей. Продолжительные напряжённые отношения между Вижном и братом Ванды Ртутью наконец достигли своего апогея в тот день, что привело к столкновению между ними двумя. Ванда попробовала остановить их борьбу тем, что буквально встала между ними. Она была, можно сказать, раздавлена между её скоростным братом и крепким, как алмаз, телом её мужа. Смерть Ванды привела к непосредственному самоубийству Пьетро, Вижн сошёл с ума, из-за чего молекулы его тела начали расходиться. Смерть матери заставила сына Ванды Уилла стать злодеем Смертью (Grim Reaper), тогда как его брат близнец Томми Максимофф стал учеником Доктора Стрэнджа и позже присоединился к оставшимся Мстителям. Естественно, в конечном счёте братья были вынуждены встретиться в сражении против друг друга, увидев что Вижн вышел из своего нормального состояния. Он преобразовал своё тело, чтобы закончить сражение против Альтрона-59, в результате жертвуя своей жизнью, чтобы победить Альтрона, и слиться с ним. Поскольку он понял, что даже синтезоиды умирают, Вижн попросил своего сына Уильяма не разочаровываться в человечестве, что прежде случилось после смерти Ванды.
Алая Ведьма была тесно связана с трагедиями, вызванными в тёмном будущем временного графика, называемого Днями Минувшего Будущего. Стоило только Ванде пережить нападение на Гору Вандагор, в результате чего её брат, Ртуть, был, очевидно, убит, она была захвачена Шиноби Шоу и Элизабет Бреддок, управляющими несколько реорганизованным Кубом Адского Пламени. Шоу видел некие перспективы в использовании уникальный мутантских способностей Алой Ведьмы и построил так называемый Двигатель Катаклизма. Это устройство усиливало способность изменения вероятностей Ванды, и его силу направили в сторону Земли, что вызвало возникновение различных стихийных бедствий по всему миру. План Шоу состоял в том, чтобы использовать эти стихийные бедствия дабы дестабилизировать мир и взять правительство под контроль, дабы он и его новый «Совет Избранного» смогли править миром. Чтобы спасти свою дочь, Магнето был вынужден заключить союз с двумя бывшими членами Людьми Икс: Джубили и Росомахой. Магнето надеялся, что Росомаха сможет использовать свои способности и пасти Ванду без прямого контакта с Шоу и его Красной Королевой. К сожалению, спасательная команда была обнаружена, вследствие чего последовало и сражение. После своего освобождения Ванда повернула всю свою мощь против Двигателя Катаклизмы. Во время этого конфликта с Шоу установка была разрушена, а ноги Магнето были отдавлены упавшими развалинами. Спустя несколько дней после сражения Ванда умерла от больших потерь, которые были связаны с длительным заключением её тела, но прямо перед своей смертью она урегулировала свои отношения с отцом, который поклялся посвятить остаток своей жизни тому, что сделать мир во всём мире тем путём, который предлагала ему Ванда.

### Professor W’s X-Men
В довольно интересном завихрении судьбы, где есть по крайнем мере одна реальность, дублированные Люди Икс Профессора W, где Алая Ведьма влюбилась в члена Людей-Икс Ночного Змея. На первый взгляд выглядя не такой уж и подходящей парой, они имеют и кое-что общее, поскольку свою юность путешествовали вместе с цыганами. Курт и Ванда даже имели дочь, Талию Джозефину, иначе называемую Ноктюрн, которая позже присоединилась к Мстителям, тогда как Ванда продолжала состоять в команде Мстителей. Тем не менее до сих пор точно не ясно, была ли Ванда замужем за Ночным Змеем или нет.

### Earth X
В будущей временной линии под названием Земля Икс, Ванда умерла среди поддерживающих её Мстителей, когда они боролись с взбесившимся Абсорбирующим Человеком (Absorbing Man), поглотившего силу и личность заклятого врага Мстителей Альтрона. Один из немногим Мстителей, Железный Человек смог выжить и решил заменить своих утерянных товарищей по команде похожими на них роботами. Назвавшись Железными Мстителями, эта команда была похожа на павших Мстителей (Оса, Гигантский Человек, Соколиный Глаз, Ртуть и Алая Ведьма) и были даже запрограммированными с их личными качествами, чтобы больше повторять своих основных прототипов. Железный Мститель был слегка моделирован после того, как Ванду назвали Тёмно-красным Мудрецом (Crimson Sage), если бы она была повреждена или разрушена, то она могла быть спокойно заменена новой моделью.

### Amalgam
В альтернативной реальности, в которой слились основные вселенные Marvel и DC, есть несколько «слитых» персонажей, основой для которых послужила Алая Ведьма:
Белая Ведьма, настоящее имя Ванда Затара, является смесью Алой Ведьмы и Затанны. Ванда состоит на службе у смеси Доктора Стрэнджа, Профессора Ксавьера и Доктора Фэйта, названного как Доктор Странной Судьбы (Doctor Strangefate), вместе со Скалком (Халк + Соломон Гранди) и Джэйд Новой (Нова + Зелёный Фонарь Кайл Райнер). Ведьма представляет собой красивую тёмноволосую даму с белой прядкой впереди. Способности, как можно догадаться, у неё магические, при этом на самом высшем уровне, в том числе в наличии есть и одурманевающие поцелуи. Периодически Ванда начинает заигрывать с Доктором, что входит в её повседневные занятия.
В это время Красный Хлыст появляется в комиксе Unlimited Access #4 и является героиней спаренных персонажей Алой Ведьмы и Лашины (Lashina). Красный Хлыст входила в так называемую команду Братство Злых Богов, которая представляла собой спаренные Дарксайдом команды Братства Злых Мутантов и команды Богов вместе. Красный Хлыст использовала возможность управлять магическими полосами, которыми связывала своих противников. Во время своего недолгого существования она боролась против Чёрной Джин и сумела нейтрализовать младшего Капитана Америки.
Также альтернативная версия Ванды в Амальгам вселенной именовалась как Антимони (Antimony) и входила в команду Магнето под названием Магнетические Люди (Magnetic Men). Антимони не является человеком и сама ничего толком о людях не знает. Она находится в хороших отношениях с Магнето, называемого ими Мастером, всегда предпочитает высказывать то, что думает и избегать ссор в команде. Антимони может летать, а также она обладает магнетическими бластами. Вместо рук она может образовывать своеобразные отстрые наконечники, походящие на бласты и выглядящие золотыми со стороны, однако нормальные бласты обладают достаточно мощной энергией, так что могут сломить вполне мощные энергетические щиты и тому подобное.

### Alternate Future
В альтернативном будущем (Thor v.2 #68), где Тор решил, что для человечества было бы лучше, если бы Асгард находился над Нью-Йорком, люди боялись установленных правил и в ужасном сражении разрушили и Асгард, и Нью-Йорк. Жертв было достаточно с обеих сторон, а в результате Тор безраздельно стал править на Земле. Оставшиеся люди жили в ненависти и очень опасались Асгардианцев, но люди каталогизировались как рогатый скот. Едущие домой к Алой Ведьме и Квиксильверу первая дочь Ванды, Дайеа (Daiea) и Джейн Фостер были настигнуты Хоганом (Hogun). Используя их старую дружбу, Джейн уговорила Хогана разрешить им ехать через очарованный лес, наврав о том, что мать Дайеи была ранена в несчастном случае на охоте.
В то время, как Хоган и его прихвостень ждали вместе с Дайеей в прихожей, Джейн Фостер отправилась к Алой Ведьме и Квиксильверу, который был очень недоволен присутствием Асгардианцев в своем доме, чтобы попробовать спрятать ребёнка Ванды. Джейн вспомнила клятву, которую когда-то давала мужу Алой Ведьмы и отцу её ребёнка о том, что ребёнок не будет каталогизироваться, как и не каталогизировалась и её сестра. Эта предписанная судьба ребёнка должна была быть выполнена, поэтому Ванда отдала своего ребёнка Пьетро, который обещал спрятаться вместе с ним и заботиться о девочке всю жизнь. Тем временем Джейн старательно прикрывает тот факт, что Ванда родила, порезав её. Хоган настаивает на том, чтобы Ванду отвезли к Асгардианскому доктору, где он узнает об этой лжи и приходит в возмущение. Доктор рассказывает Хогану о том, что Ванда катализировалась как член расформированной команды Мстителей, более известная как Алая Ведьма. Возмущаясь ещё более, Хоган разговаривает с Локи и телепортирует их в Новый Асгард. Тор, Амора Чаровница и Локи старательно с помощью различных средств пытаются обнаружить местоположение Квиксильвера и ребёнка. Однако у них этого не выходит, за что Джейн, Ванде и Дайее приходится платить.
Девочка, названная Кайей выросла и создала большую оппозицию против Тора, добиваясь того, чтобы он был свергнут с трона.

### Avaatar
Огонь ведьмы (Witchfire) была членом Рыцарей Королевства, которые помогали в сражении против Зеленокожего Тролля-уничтожителя (Greenskyn Smashtroll) в Марвет Сквере (Market Square). Она использовала свои способности магических сфер, чтобы окутать тролля в подобный дракону туман до тех пор, пока не явился Капитан Авалон и не вмешался в битву. После возвращения с битвы Авалон и Чемпионы обнаружили, что их королева была мертва, а принц без вести пропал. Команда начала преследование Чёрного Лезвия (Black Blade) до Чёрной Воды (Blackwater), где им пришлось бороться против Фаворитов Зла (Minions of Evil). На этот раз Вичфаер использовала свои магические сферы для того, чтобы вызвать призраков жертв Вон Блудвинга (Von Bludving), которые требовали за него мести. Во время сражения Чёрное Лезвие поспешно сбежал, и Чемпиона вернулись обратно к призывающего их Авалону. Вичфаер присоединилась к Капитану Авалону в поисках его сына. Во время путешествия через Лес Сетей (Webwood) команда подверглась нападению Самой Зловещей Шестёрки (Six Most Sinister). Магической сферой Вичфаер заставила газовые силы Мистериума (Mysterium) самовозгореться, что имело для того не самые лучшие последствия. После Чемпионы продолжили свой путь к Замку Бакстура (Castle Bakstur), но их путь был прерван сражением с Икс-Ченджелингс (X’Changelings). Признав Магнуса, Вичфаер утверждала, что она со Свифтом (Swift) были введены в заблуждение, когда однажды присоединились к тому в команду. Брошенная ей в Магнуса магическая сфера связала его прямо в воздухе. Магнус вырвался на свободу, но был остановлен остальными членами команды Чемпионов. Достигнув Замка Бакстура Чемпионы узнали, что их принца держат в Башне Страха (Dreadkeep), куда они тут же и отправились. Во время штурма Башни Страха Идол предал команду из-за проклятия, которое заставляло его просить цену за это предательство у Лорда Страха (Dreadlord). Во время следующего сражения Идол всё же сопротивлялся проклятию, которое из-за этого начало медленно его убивать. Не желая терять свою любовь, Вичфаер употребила свою магическую сферу на него, преобразуя его сознание в чистую энергию.

### Avengers Aging
В одной из серий комиксов — «Что если?», Ванда предстала уже старой женщиной. С золотых времен Мстителей прошло много времени. Железный Человек со времен Тони Старка успел сменить две личности, Ртуть погиб в одной из последних схваток с Магнето, многих Мстителей уже не было в живых, в том числе подходило время умирать и Алой Ведьме. За старой Вандой постоянно заботилась дочь Человека-муравья Кассандра Лэнг. В это время, предчувствуя скорую смерть своей жены, Вижн хотел больше проводить времени вместе с ней. Он признался Ванде в том, что хочет уничтожить свой разум и тело после её смерти, но она взяла с него обещание в том, что он этого не сделает. После очередного сердечного приступа Ванды неожиданно явилась Джокаста, сказав Вижну, что в нём нуждается доктор Блэйк, который по её словам нашёл средство для излечения Ванды. Вижн отказался покидать ведьму, однако вследствие долгих уговоров согласился оставить её под присмотром Джокасты. Вернувшись, он обнаружил обман. Джокаста исчезла вместе с Вандой. В результате долгих поисков он обнаружил, что Джокаста увезла Ванду в экспериментальную палату, где использовала технологию Альтрона для того, чтобы обменяться телами. В результате сознание Ванды оказалось в теле Джокасты, а сознание самой Джокасты переселилось в тело умирающей Алой Ведьмы. Джокаста совершила это самопожертвование, на прощание лишь спросив, как к ней относятся и взяв обещание с Вижна, что он будет любить Алую Ведьму вечно. Через несколько дней новые Мстители, Вижн и Ванда посетили похороны Джокасты. В знак того, что Ванда переселилась в тело Джокасты, она надела на себя красный плащ. С тех пор она с Вижном могли любить друг друга вечно.

### Other
Переходящая по измерениям команда Изгнанников (Exiles) один раз случайно наткнулись на необычную действительность, где Алая Ведьма была довольно таки похожа на свою реальную версию из главной действительности (Exiles #24). Это была постапокалиптическая Земля, управляемая Тони Старком, который в свою очередь был, можно сказать, не в себе. Ванда в этом мире жила в изоляции на Гавайский островах вместе с Доктором Стрэнджем, который был лишён ног, и видоизменённым Чудо Человеком, который в свою очередь был перенасыщен ионизированными крии-лучами. Очевидно, она и Саймон были в романтических отношениях. В этом мире Ванда, Стрэндж и Саймон были убиты командой Гамбита, а в частности так называемым Пауком. Сначала был убит Стрэндж, затем было покушение на жизнь Чудо Человека, который, однако, вышел из себя и начал громить все, что только можно было. Нападение на Ванду вывело того из себя окончательно, но в результате его уничтожило мощным взрывов от брошенной Гамбитом бомбы.

## Вне комиксов

### Телевидение
- Алая Ведьма появлялась в мультсериале «Супергерои Marvel» 1966 года в сериях, посвящённых Капитану Америке.
- Алая Ведьма появлялась в мультсериале «Железный Человек» 1994 года, где её озвучила Кэтрин Моффат в первом сезоне и Дженнифер Дарлинг во втором.
- Алая Ведьма появлялась в мультсериале «Люди Икс», где её озвучила Тара Стронг.
- Алая Ведьма появлялась в мультсериале «Мстители. Всегда вместе», озвученная Ставрулой Логотеттис.
- Алая Ведьма появляется в мультсериале «Люди Икс: Эволюция». Здесь её озвучила Келли Шеридан. В этом сериале маленькая Ванда благодаря своему отцу Магнето в детстве попала в клинику для умалишённых, поскольку не могла вполне контролировать свои силы управления вероятностью, и он счёл её слишком опасной. Это оставило у девушки глубокую душевную травму. Выйдя из сумасшедшего дома благодаря стараниям Мистики, она вступила в Братство Мутантов (несмотря на неважное отношение к своему брату Пьетро, тоже в нём состоявшем) и в первом же бою с Людьми Икс в одиночку одолела всю их команду. Благодаря Агате Харкнесс, Ванда стала намного лучше, чем раньше, контролировать свои способности. Она поклялась отомстить Магнето за то, что он с ней сделал, однако после одной из попыток это сделать подручный Магнето Мастермайнд стёр её воспоминания, заменив их новыми, которые рисовали Магнето как любящего и заботящегося о ней отца. Она участвовала в финальной битве с Апокалипсисом, сражаясь со своим превращённым во Всадника Апокалипсиса отцом. Став немного старше, вступила в ряды организации Щ. И.Т..
- Алая Ведьма появляется в мультсериале «Росомаха и Люди Икс», её озвучивает Кейт Хиггинс. Дочь Магнето, она является одной из его наиболее преданных и могучих слуг, благодаря мощной способности влиять на вероятность. Хотя она далеко не так жестока и безжалостна к своим врагам, как её отец, Ванда, тем не менее, следует за ним, считая его путь и идеалы единственно правильными. Алая Ведьма питает самые нежные чувства к Ночному Змею — члену Людей Икс. После того, как Магнето разгромил Дженошу с помощью стражей только ради того, чтобы сплотить мутантов (чего однако, не последовало), отрекается от отца. Ванда выгоняет его и Пьетро с острова и вместе с младшей сестрой Лорной начинает строить лучший город для мутантов, чем тот, что был создан и уничтожен её отцом.

### Фильмы
- В фильме «Люди Икс 2», когда Мистик в облике Леди Смертельный Удар просматривает профили мутантов, в одной из папок в компьютере Страйкера видна надпись «Maximoff (2)», что означает, что там находятся личные дела Пьетро и Ванды.

#### Кинематографическая вселенная Marvel
- Алая Ведьма в исполнении Элизабет Олсен появилась в первой сцене после титров фильма Первый мститель: Другая война. После падения организаций Щ.И.Т. и «Гидра» мы видим Барона Фон Штрукера в подземном убежище, скипетр Локи и двух необычных «близнецов» — Ртуть (Аарон Тейлор-Джонсон) и Алую Ведьму (Элизабет Олсен). Ртуть носится по клетке, а Алая Ведьма передвигает деревянные кубики с помощью телекинеза.
- Элизабет Олсен вновь исполнила роль Ванды Максимофф / Алой Ведьмы в фильме «Мстители: Эра Альтрона»[4]. Она и её брат близнец Пьетро осиротели в раннем возрасте, когда Зоковия была атакована. Они узнают, что оружие, из-за которого погибли их родители, принадлежало Тони Старку, что сеет ненависть в их душе по отношению к нему. Когда Мстители штурмуют базу Гидры, Ванда гипнотизирует команду. Позднее она и Пьетро объединяются с Альтроном, с целью изменить мир к лучшему. Во время второй схватки со Мстителями она вновь проникает в разум членов команды, но её останавливает Соколиный Глаз. Вскоре Ванда и Пьетро узнают, что Альтрон намерен уничтожить человечество и объединяются со старыми врагами. Во время битвы за Зоковию, Ванда теряет своего брата, а затем уничтожает главное тело Альтрона. В финале она становится членом нового состава Мстителей.
- В апреле 2015 года Элизабет Олсен подтвердила, что вернётся к роли Алой Ведьмы в фильме «Первый мститель: Противостояние»[5]. По сюжету Ванда выступает против регистрации. Также у неё с Вижном вспыхивает любовь. Принимала участие в битве в аэропорту, во время которой помогла Стиву и Баки бежать, удерживая башню, обрушенную Вижном, но была выведена из строя Воителем. Оказалась в тюрьме, позже была освобождена Капитаном Америка.
- Алая Ведьма появилась в фильме Братьев Руссо «Мстители: Война Бесконечности», где её также сыграла Элизабет Олсен. В начале она вместе с Вижном сражается с Проксимой Полночной и Корвусом Глейвом. Позже она принимает участие в битве за Ваканду. Как и многие другие супергерои, погибает от действия полностью собранной Таносом Перчатки Бесконечности, превращаясь в пепел.
- В фильме «Мстители: Финал» Алую Ведьму, как и всех исчезнувших, возвращает к жизни щелчок зного Брюса Бенера. Она сражается с армией Таноса из прошлого и едва не убивает его самого. В конце присутствует на похоронах Тони Старка, а также скорбит по Наташе Романофф.
- Алая ведьма стала главной героиней сериала «Ванда/Вижн», где её вновь сыграла Элизабет Олсен.
- Олсен повторила роль Алой Ведьмы в фильме «Доктор Стрэндж: В мультивселенной безумия», где Алая Ведьма является главным антагонистом. Стивен Стрэндж приходит к ней, чтобы попросить о помощи, относительно Америки Чавес. Далее она нападает на Камар-Тадж и с помощью Вонга находит Даркхолд. Они перемещаются в древнюю пещеру, чтобы возместить заклинания Даркхолда. В схватке со Стивеном и Америкой, она понимает, что неправа и уничтожает книгу грехов.

### Видеоигры
- Является играбельным персонажем в игре «X-Men Legends II: Rise of Apocalypse». В этой игре её озвучила Дженнифер Хейл.
- Является одним из первых доступных персонажей в MMORPG «Marvel Heroes».
- Является одним из играбельных персонажей в «Lego Marvel’s Avengers».
- Является одним из играбельных персонажей в «Lego Marvel Super Heroes 2».
- Является играбельным персонажем в Marvel: Future Fight.
- Является играбельным персонажем в Marvel: Contest of Champions.
- Является играбельным персонажем в Marvel Rivals

## Критика и отзывы
Алая Ведьма получила 97 место в списке 200 величайших персонажей комиксов всех времён по версии журнала «Wizard» и 14 место в списке 100 самых сексуальных женщин в комиксах по версии Comics Buyer’s Guide.